# Nhật ký công chúa (phim)
Nhật ký công chúa (tựa tiếng Anh: The Princess Diaries) là một bộ phim hài lãng mạn tuổi teen năm 2001 của Mỹ được sản xuất bởi nữ ca sĩ và diễn viên nổi tiếng Whitney Houston cùng với đạo diễn Garry Marshall, kịch bản viết bởi Gina Wendkos. Bộ phim lấy cảm hứng từ cuốn tiểu thuyết cùng tên năm 2000 của nhà văn Meg Cabot. Phim có sự tham gia của Anne Hathaway (đây là bộ phim điện ảnh đầu tay của cô) vai Mia Thermopolis - một cô nữ sinh trung học ngây thơ bỗng dưng phát hiện ra mình là người thừa kế ngai vàng của Vương quốc hư cấu Genovia, cai trị bởi Nữ hoàng Clarisse Renaldi - do nữ diễn viên đoạt giải Oscar Julie Andrews đóng. Heather Matarazzo vào vai người bạn thân nhất của Mia - Lilly Moscovitz, Héctor Elizondo vai Joseph và Robert Schwartzman vào vai anh trai của Lilly - Michael, người đã phải lòng Mia.
Nhật ký công chúa phát hành tại các rạp chiếu Bắc Mỹ vào ngày 3 tháng 8 năm 2001, bộ phim giành được vị trí thứ 3 ở phòng vé và là một thành công thương mại với tổng doanh thu lên đến 165.335.153 đô la Mỹ trên toàn thế giới. Phần tiếp theo của bộ phim - Nhật Ký Công Chúa: Đám Cưới Hoàng Gia, được phát hành vào tháng 8 năm 2004.

## Nội dung phim
Ở tuổi 15, Mia Thermopolis (Anne Hathaway) sống cùng với người mẹ góa phụ Helen (Caroline Goodall) cùng với con mèo Louie Béo trong một trạm cải tạo cứu hỏa San Francisco. Mia là cô nữ sinh vụng về, chậm chạp với mái tóc xù bông và đôi kính mắt cú to trên mặt, cô sợ phải nói trước nhiều người, và thường muốn được "vô hình". Cô đã phải lòng Josh Bryant (Erik von Detten), nhưng thường xuyên bị anh ta và bạn gái Lana Thomas (Mandy Moore), đội trưởng đội cổ vũ, chế giễu. Ở trường học, cô chỉ có hai người bạn, cả hai đều không nổi tiếng, là Lilly (Heather Matarazzo) và anh trai của Lilly - Michael (Robert Schwartzman) - người đã phải lòng Mia, còn lại hầu như chẳng mấy ai quan tâm đến một cô gái nghịch ngợm, đôi phần luộm thuộm như cô bé.
Cuộc sống của cô không có gì đặc biệt và sẽ cứ mãi như vậy cho đến ngay trước ngày sinh nhật mừng tuổi 16, Mia đột nhiên hay tin bà nội mình - Clarisse Renaldi (Julie Andrews) từ Genovia - một tiểu vương quốc của châu Âu xa xôi đến thăm. Khi Mia đến gặp bà tại dinh thự lớn (sau này được tiết lộ là lãnh sự quán của Genovia), Clarisse tiết lộ bà là nữ hoàng lãnh đạo vương quốc Genovia và người cha quá cố của Mia (René Auberjonois) là Hoàng tử kế vị của Genovia. Mia choáng váng khi biết cô là cháu gái duy nhất của nữ hoàng - công chúa Amelia Mignonette Thermopolis Renaldi, người kế vị ngai vàng trị vì Genovia.
Quá kinh ngạc trước điều bất ngờ này, Mia chạy về nhà và giận dữ đối mặt với mẹ của mình, người giải thích cô đã lên kế hoạch cho Mia biết vào ngày sinh nhật thứ 18 của con gái, nhưng cái chết của cha cô đã buộc phải giải quyết vấn đề theo cách này. Nữ hoàng Clarisse ghé thăm và giải thích rằng nếu Mia từ chối ngai vàng, Genovia sẽ không có người cai trị mà thay vào đó một nam tước và phu nhân của hắn sẽ lên nắm quyền. Helen thuyết phục Mia, lúc đó đang do dự, tham gia vào các "bài học công chúa" với Nữ hoàng, nói với cô rằng cô không phải đưa ra quyết định của mình cho đến khi vũ hội mừng Ngày Độc lập Genovia diễn ra sắp tới.
Mia được trang điểm và thay đổi kiểu tóc để trở nên quyến rũ hơn, được sử dụng xe limousine và vệ sĩ (người đứng đầu an ninh của Nữ hoàng, Joe (Héctor Elizondo)). Điều này và sự vắng mặt thường xuyên của Mia cho những bài học khiến Lilly nghi ngờ và ghen tị, cô cáo buộc rằng Mia đang cố gắng để trở nên giống như những cô gái nổi tiếng. Mia buồn bã và cuối cùng nói với Lilly tất cả mọi thứ và bắt cô giữ bí mật. Tuy nhiên, tờ San Francisco Chronicle đã biết rằng Mia là Công chúa kế vị của Genovia sau khi thợ làm tóc hoàng gia Paolo (Larry Miller) phá vỡ thỏa thuận giữ bí mật (để mọi người biết rằng chính anh ta đã làm Mia trở nên xinh đẹp), gây ra sự hỗn loạn về phía báo chí và sự phổ biến bất thình lình ở trường cho Mia. Vì khao khát sự nổi tiếng, nhiều bạn cùng lớp của cô bịp bợm nói rằng họ là bạn thân của công chúa với cánh phóng viên, kể cả Lana.
Tại bữa ăn tối với nhà nước, Mia tỏ ra lúng túng, vụng về, làm đối thủ cạnh tranh ngôi vị với cô rất đắc ý. Tuy nhiên, đó không hẳn là điều tồi tệ, vì tình huống đó đã làm một nhà ngoại giao luôn tỏ vẻ nghiêm trọng phải bật cười, và Nữ hoàng nói với Mia ngày hôm sau rằng bà thấy nó rất hài hước. Sau khi quyết định đã đến lúc hai người nên phát triển mối quan hệ giữa bà nội và cháu gái, Nữ hoàng đưa cô đi chơi ở Musée Mécanique, một khu giải trí. Buổi đi chơi vui vẻ kết thúc thảm họa khi xe của Mia ngưng lại trên đồi rồi tụt xuống, đâm vào một chiếc xe cáp, nhưng Nữ hoàng Clarisse đã cứu vãn tình thế bằng cách "bổ nhiệm" nhân viên cảnh sát và tài xế xe điện ở đó cấp bậc Genovia "Chủ nhân của tước bậc Hoa hồng" (chức vị mà bà đã nghĩ ra ngay lúc đó), tâng bốc họ để Mia không bị phạt. Mia thấy được điều này và rất ấn tượng với bà của mình.
Sau đó, Mia rất vui mừng khi Josh Bryant mời cô đến một bữa tiệc bãi biển, nhưng điều đó làm Lilly và Michael bị tổn thương, vì cô đã lỡ hẹn với họ. Mọi thứ trở nên tồi tệ khi cánh nhà báo đến, được thông báo bởi Lana. Josh lợi dụng Mia để có được mười lăm phút nổi tiếng bằng cách công khai hôn cô, trong khi Lana lừa Mia thay đồ trong một cái lều, kéo nó xuống khi các paparazzi đến nơi, cho họ một bức ảnh tai tiếng của Mia trong chiếc khăn tắm. Những bức ảnh xuất hiện trên báo lá cải ngày hôm sau, làm Nữ hoàng Clarisse rất tức giận với Mia. Mia, bị bẽ mặt, nói với Clarisse rằng cô sẽ từ bỏ ngai vàng, cảm thấy cô chưa sẵn sàng để trở thành một công chúa thực thụ. Joe sau đó nhắc nhở Nữ hoàng rằng mặc dù Mia là một công chúa, cô vẫn là một cô thiếu niên, và là cháu gái của bà.
Trở lại trường học, Mia nối lại tình bạn của cô với Lilly và Michael bằng cách mời họ đến vũ hội mừng Ngày Độc lập Genovia và trả thù Josh bằng cách đánh một quả bóng chày vào háng anh ta trong lớp học thể dục. Cuối cùng cô đứng lên chống lại Lana để bảo vệ Jeremiah (Patrick Flueger), người mà Lana đang chế nhạo, bằng cách bôi kem vào trang phục cổ vũ của Lana và tuyên bố rằng, trong khi Mia luôn có cơ hội phát triển bản thân thì Lana sẽ luôn là một kẻ xuẩn ngốc. Các giáo viên cũng không can thiệp, vì biết rõ rằng Lana đáng bị như vậy. Trong khi Lilly vui mừng trước viễn cảnh tham dự một vũ hội hoàng gia, Michael, đau khổ trước tình cảm của Mia dành cho Josh, từ chối cô ấy. Clarisse xin lỗi Mia vì đã tức giận với cô về vụ việc trên bãi biển, và nói rằng cô phải thông báo công khai quyết định từ bỏ việc trở thành công chúa của Genovia. Mia, sợ hãi với trách nhiệm lớn lao này đặt lên cô, lập kế hoạch chạy trốn. Tuy nhiên, khi cô tìm thấy một lá thư từ người cha quá cố của mình, những lời cảm động của ông khiến cô thay đổi ý định, và cô tìm đường đến vũ hội. Xe của Mia hỏng giữa trời mưa, nhưng cô được cứu bởi Joe, người đã nghi ngờ cô sẽ chạy trốn.
Khi họ đến nơi, Mia, ướt đẫm và tóc chưa chải, tuyên bố rằng cô chấp nhận vai trò của mình là Công chúa của Genovia. Sau khi thay một chiếc váy đầm sang trọng, Mia đi cùng Clarisse đến phòng khiêu vũ, nơi cô chính thức được giới thiệu và mời nhảy. Michael, chấp nhận món quà xin lỗi từ Mia (một chiếc bánh pizza với kẹo viên sô cô la nhiều màu M&M' được đặt ở trên một cách khéo léo ghép thành dòng chữ "Xin lỗi"), đến vũ hội, và sau một điệu nhảy, họ đi về phía vườn. Mia thú nhận tình cảm của cô với anh, nói rằng ngay cả khi cô liên tục bị trêu chọc và xấu hổ ở trường, Michael thích cô vì chính con người cô. Mia chia sẻ nụ hôn với Michael, trong khi Clarisse và Joe đang nắm tay nhau. Trong cảnh cuối cùng, Mia ở trên một chiếc máy bay riêng với Louie Béo, viết vào nhật ký của cô, giải thích rằng cô đang di chuyển cùng mẹ đến Genovia, và rồi cung điện hoàng gia và cảnh quan tuyệt đẹp hiện ra phía dưới.

## Các nhân vật & phân vai
- Anne Hathaway trong vai Mia Thermopolis: Mia là con của Helen và Philippe - Vương tử của Genovia. Tên đầy đủ là Amelia Mignonette Grimaldi Thermopolis Renaldi - công chúa xứ Genovia. Trong mắt các học sinh ở trường thì Mia gần như không hiện hữu. Mia từ lâu đã thương thầm Josh Bryant. Cô sống với mẹ và chú mèo Louie Béo trong một trạm cải tạo cứu hỏa ở San Francisco. Mia là 1 cô gái tuổi teen gặp rất nhiều rắc rối trong cuộc sống, bắt nguồn từ việc phát hiện ra mình là công chúa. Qua từng sự việc, sự trưởng thành và khả năng làm công chúa của cô càng được bộc lộ rõ.
- Julie Andrews trong vai Nữ vương Clarisse Renaldi: bà nội của Mia. Nữ vương xứ Genovia, người luôn dạy Mia các quy tắc làm công chúa. Là một người không mấy dễ chịu, nhưng đôi khi lại giúp đỡ Mia rất nhiều.
- Heather Matarazzo trong vai Lilly Moscovitz: Lilly là bạn thân nhất của Mia, luôn bảo vệ Mia. Lily có riêng một kênh truyền hình cáp miễn phí "Im lặng và lắng nghe" (Shut up and Listen).
- Héctor Elizondo trong vai Joseph "Joe": người đứng đầu an ninh, vệ sĩ của Nữ vương và Công chúa, luôn giúp đỡ Mia.
- Mandy Moore trong vai Lana Thomas: đội trưởng đội cổ vũ, bạn gái Josh Bryant, là cô gái nổi tiếng trong trường, luôn chế giễu Mia và bạn của cô.
- Caroline Goodall trong vai Helen Thermopolis: mẹ của Mia, một họa sĩ tự do. Cô là một người mẹ hiện đại, luôn dõi theo Mia. Cô hẹn hò với Patrick O'Connell - giáo viên dạy môn tranh luận của Mia.
- Robert Schwartzman trong vai Michael Moscovitz: là anh trai của Lilly. Anh là ca sĩ chính của một ban nhạc đường phố có tên Flypaper. Michael thích Mia và cảm thấy buồn khi Mia đi cùng Josh. Ở cảnh gần cuối, Mia đã bày tỏ tình cảm với Michael ở Vũ hội.
- Erik von Detten trong vai Josh Bryant: bạn trai của Lana Thomas, một cậu bad boy ở trường, lợi dụng Mia để được nổi tiếng.
- Patrick Flueger trong vai Jeremiah Hart: bạn của Mia và Lilly, có mái tóc đỏ chói, là một nhà ảo thuật gia nghiệp dư.
- Sean O'Bryan trong vai Patrick O'Connell: giáo viên dạy môn tranh luận của Mia, hẹn hò với mẹ Mia.
- Sandra Oh trong vai Geraldine Gupta: Phó Hiệu trưởng trường Mia theo học, rất hâm mộ Nữ hoàng.
- Kathleen Marshall trong vai Charlotte Kutaway: thư ký riêng của Nữ hoàng.
- Mindy Burbano trong vai Ms. Anita Harbula: giáo viên dạy thể dục.
- René Auberjonois (không ghi tên) lồng tiếng cho nhân vật Philippe Renaldi: người cha quá cố của Mia, Hoàng tử của Genovia.
- Larry Miller (không ghi tên) trong vai Paolo Puttanesca: thợ làm tóc hoàng gia, người đã để lộ bí mật của Mia cho báo chí.
- Willie L. Brown, Jr. trong vai chính ông ấy, Thị trưởng của San Francisco.
- Mark & Brian trong vai hai người dẫn chương trình đài phát thanh bờ biển phía tây.
- Erik Bragg trong vai Bobby Bad: bạn cùng lớp của Mia.

## Sản xuất
Bộ phim sản xuất bởi Whitney Houston, Debra Martin Chase và đạo diễn Garry Marshall. Anne Hathaway được nhận vào vai diễn Mia vì cháu gái của Garry Marshall khi nhìn thấy băng thử giọng của cô và thốt lên rằng cô ấy (Hathaway) có "mái tóc của một nàng công chúa" đẹp nhất." Theo Hathaway, sự lựa chọn đầu tiên cho vai diễn của Mia Thermopolis là nữ diễn viên Liv Tyler, nhưng hãng sản xuất phim lại ưa thích để một khuôn mặt hoàn toàn mới xuất hiện.
Héctor Elizondo - nam diễn viên người Mỹ xuất hiện trong tất cả những bộ phim mà Marshall làm đạo diễn, vào vai Joe, người đứng đầu an ninh của vương quốc Genovian. Con gái của Garry Marshall - Kathleen, đóng vai Charlotte Kutaway - viên thư ký của Clarisse. Họ Charlotte được đề cập chỉ trong các khoản tín dụng, và Garry Marshall nói rằng đó là một sự tham khảo đến cách cô ấy thường sử dụng trong những cảnh quay đã cắt. Trong một cảnh quay, Robert Schwartzman - thành viên của ban nhạc Rooney xuất hiện trong bộ phim với vai trò khách mời, anh vào vai ca sĩ chính Michael của một ban nhạc đường phố có tên Flypaper.
Cuốn sách cùng tên với bộ phim được đề cập ở thành phố New York, nhưng vị trí của bộ phim đã thay đổi ở thành phố San Francisco. Hai nhân vật Mark & Brian cũng xuất hiện trong Nhật Ký Công Chúa trong vai hai người dẫn chương trình đài phát thanh bờ biển phía tây.

## Sự tiếp nhận
Nhật ký công chúa ra mắt tại 2.537 rạp chiếu ở Bắc Mỹ và thu về 22.862.269 đô la Mỹ trong tuần đầu công chiếu. Đến tuần cuối cùng, doanh thu tổng cộng của bộ phim là 165.335.153 đô la Mỹ trên toàn thế giới, trong đó thu về 108.248.956 đô la Mỹ chỉ tính riêng tại thị trường Bắc Mỹ và 57.086.197 đô la Mỹ trong những vùng lãnh thổ khác.

### Đánh giá và phê bình
Bộ phim nhận được nhiều đánh giá trái chiều từ phía các nhà phê bình. Trang mạng đánh giá phim Rotten Tomatoes tổng kết và cho biết 47% trong tổng số 113 nhà phê bình phim đã dành cho Nhật ký công chúa một đánh giá tích cực, với số điểm trung bình đánh giá là 5,2 trên 10. Với trang Metacritic, tính điểm bình quân trong tổng số 100 đánh giá từ các nhà phê bình quan trọng dành cho bộ phim số điểm là 52 dựa trên 27 đánh giá.

### Giải thưởng
| Năm  | Giải thưởng                                           | Hạng mục                                                           | Ứng cử viên                              | Kết quả   |
| ---- | ----------------------------------------------------- | ------------------------------------------------------------------ | ---------------------------------------- | --------- |
| 2002 | Giải ALMA                                             | Ca khúc nổi bật nhất trong nhạc phim điện ảnh                      | "Miracles Happen" của Myra               | Đề cử     |
| 2002 | ASCAP                                                 | Tốp phim ăn khách nhất                                             | John Debney                              | Đoạt giải |
| 2002 | Giải Artios                                           | Dàn diễn viên phim truyện, hài xuất sắc nhất                       | Marcia Ross, Donna Morong, Gail Goldberg | Đề cử     |
| 2002 | Giải BFCA                                             | Phim gia đình hay nhất - Thể loại hành động                        |                                          | Đề cử     |
| 2002 | Golden Trailer Award                                  | Phim hoạt hình/gia đình hay nhất                                   |                                          | Đề cử     |
| 2002 | Giải Hollywood cho chuyên viên trang điểm tạo mẫu tóc | Hóa trang xuất sắc nhất                                            | Hallie D'Amore, Leonard Engelman         | Đề cử     |
| 2002 | MTV Movie Award                                       | Màn trình diễn đột phá xuất sắc nhất của nữ diễn viên              | Anne Hathaway                            | Đề cử     |
| 2002 | Teen Choice Award                                     | Sự lựa chọn phim: Nữ diễn viên trong một bộ phim hài xuất sắc nhất | Anne Hathaway                            | Đề cử     |
| 2002 | Teen Choice Award                                     | Sự lựa chọn phim: Hài                                              |                                          | Đề cử     |
| 2002 | Young Artist Award                                    | Phim hài - nhạc kịch gia đình xuất sắc nhất                        |                                          | Đề cử     |